# Піццо-Кросліна
Піццо Кросліна — гора в Швейцарії. Розташована в окрузі Валлемаджа і кантоні Тічино, в південно-східній частині країни, в 110 км на південний схід від столиці країни Берна. Висота гори над рівнем моря — 3012 метрів або 145 метрів над навколишнім рельєфом.
Місцевість навколо Піццо Кросліни зазвичай дуже гориста. Найвища точка в районі — Піццо Пенка, 3038 метрів над рівнем моря, в 1,6 км на південний схід від Піццо Кросліни. На квадратний кілометр навколо припадає близько 2 особи. У районі Піццо Кросліна дуже мало населення. Найближчим більшим містом є Севіо, за 16,1 км на південний захід від Піццо Кросліна. Територія навколо Піццо Кросліна майже повністю вкрита рослинністю.
Клімат тундровий. Середня температура 2°С. Найтеплішим місяцем є липень, температура 12 °C, і найхолодніший січень, температура -8 °C. Середня кількість опадів становить 2204 міліметра на рік. Найвологіший місяць — листопад із 342 міліметрами опадів, а найменш вологий — березень — 116 міліметрів.

## Інтернет-ресурси
- The GeoNames